# Лабунь-Великий
Лабунь-Великий (пол. Łabuń Wielki, нім. Labuhn) — село в Польщі, у гміні Ресько Лобезького повіту Західнопоморського воєводства.
Населення — 289 осіб (2011).
У 1975-1998 роках село належало до Щецинського воєводства.

## Демографія
Демографічна структура станом на 31 березня 2011 року:
|          | Загалом | Допрацездатний вік | Працездатний вік | Постпрацездатний вік |
| -------- | ------- | ------------------ | ---------------- | -------------------- |
| Чоловіки | 153     | 31                 | 107              | 15                   |
| Жінки    | 136     | 29                 | 76               | 31                   |
| Разом    | 289     | 60                 | 183              | 46                   |